# Microhyla nepenthicola
Microhyla nepenthicola – gatunek płaza bezogonowego z rodziny wąskopyskowatych (Microhylidae). Występuje endemicznie w malezyjskiej części Borneo. Najmniejszy znany gatunek żaby w Starym Świecie. Samce mają długość 10,6–12,8 mm i barwę czerwono-pomarańczową, samice są większe.

## Odkrycie i systematyka
W 2010 r. Indraneil Das i Alexander Haas opisali nowy gatunek Microhyla nepenthicola na podstawie okazów odkrytych w paśmie Matang Range na Borneo. Według autorów żaby tego gatunku były znane co najmniej od początku XX wieku, jednak zawsze uważane były za młodociane osobniki, które nie osiągnęły jeszcze właściwych rozmiarów. Ustaleń, że stanowią one odrębny gatunek dokonano dzięki zarejestrowaniu głosów tych żab, gdyż wydawanie dźwięków jest charakterystyczne dla osobników w pełni dojrzałych.
Według Masafumi Matsui (2011) autorzy opisu M. nepenthicola stwierdzili odrębność gatunkową Microhyla nepenthicola i Microhyla borneensis w wyniku porównania M. nepenthicola z osobnikami, które zostały błędnie sklasyfikowane jako przedstawiciele M. borneensis; Matsui przeniósł je do osobnego gatunku Microhyla malang. Porównania M. nepenthicola z okazem holotypowym gatunku M. borneensis wykazały zaś, że w rzeczywistości M. nepenthicola jest młodszym synonimem M. borneensis. W 2020 roku Gorin i inni opublikowali wyniki badań genetycznych, które potwierdziły odrębność gatunkową M. nepenthicola. Zmiany tej nie uwzględniła na razie IUCN w swojej Czerwonej księdze gatunków zagrożonych, gdzie M. nepenthicola nadal traktowany jest jako synonim M. borneensis.
Przed opisaniem w 2010 roku Microhyla nepenthicola za najmniejszy gatunek żaby Starego Świata uważano Stumpffia pygmaea.

## Morfologia
Rozmiary dorosłych samców wahają się w przedziale 10,6–12,8 mm (odległość od przodu pyska do kloaki – SVL), dwie zbadane samice mierzyły 17,9 i 18,8 mm. Kijanki mają 9–11,3 mm długości, z czego 70% przypada na ogon.

## Habitat i zwyczaje
Microhyla nepenthicola występuje głównie w Parku Narodowym Kubah w malezyjskiej prowincji Sarawak. Większość swojego życia spędza w pułapkach mięsożernej rośliny, dzbanecznika beczułkowatego (Nepenthes ampullaria); od tej rośliny pochodzi też nazwa gatunkowa M. nepenthicola oraz nazwa specyficznej grupy zwierząt – nepenthebiontów. W związku ze środowiskiem życia posiada mocno zredukowane błony międzypalczaste, co ułatwia wspinanie się po ścianach pułapek dzbanecznika.